# شامباف

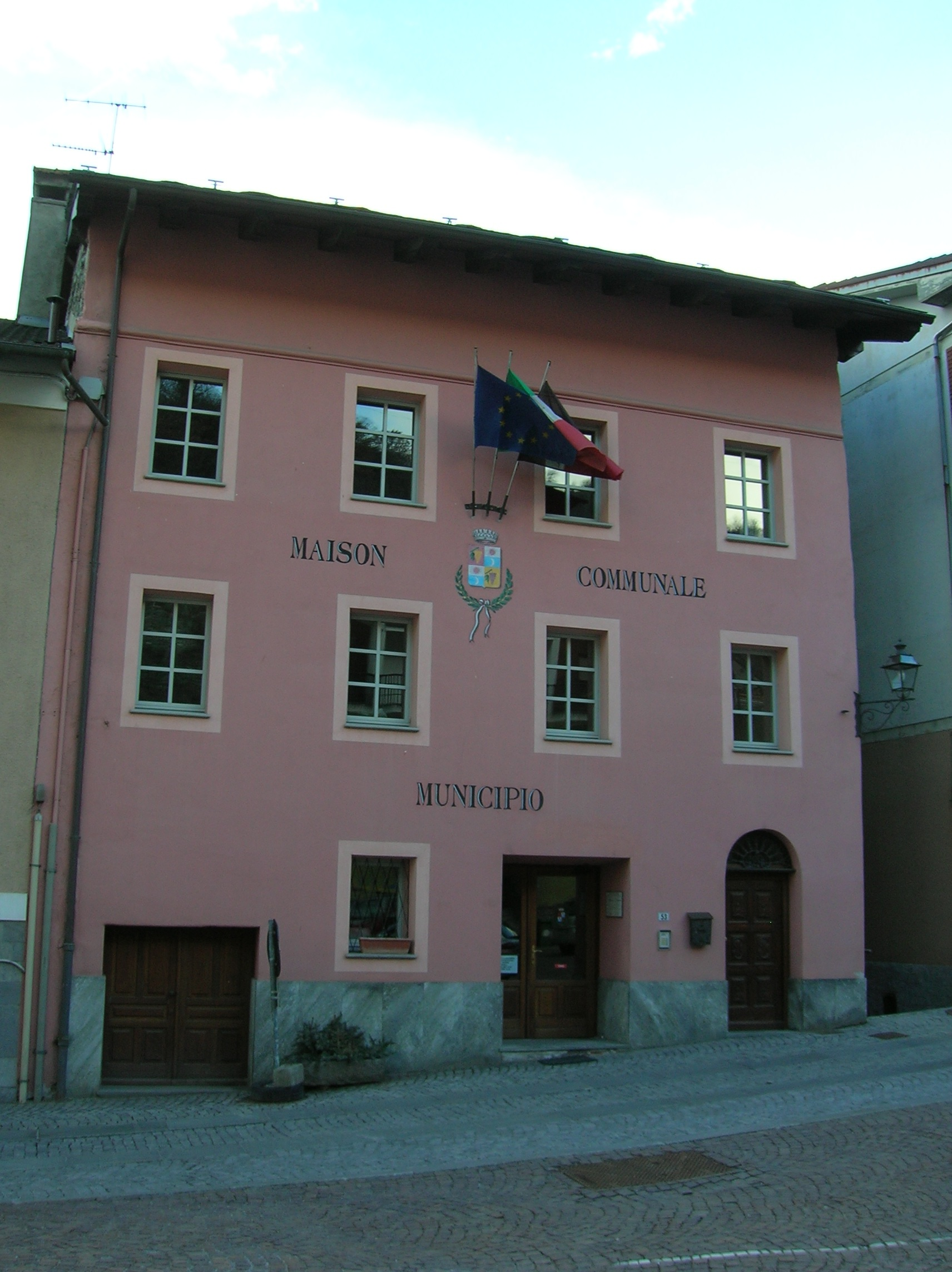
قاعة بلدية شامباف

شامباف؛ هي مدينة وبلدية في منطقة وادي أوستا في شمال غرب إيطاليا.
يتم عبور الأراضي المشتركة عن طريق دورا بالتيا.

## الخمر

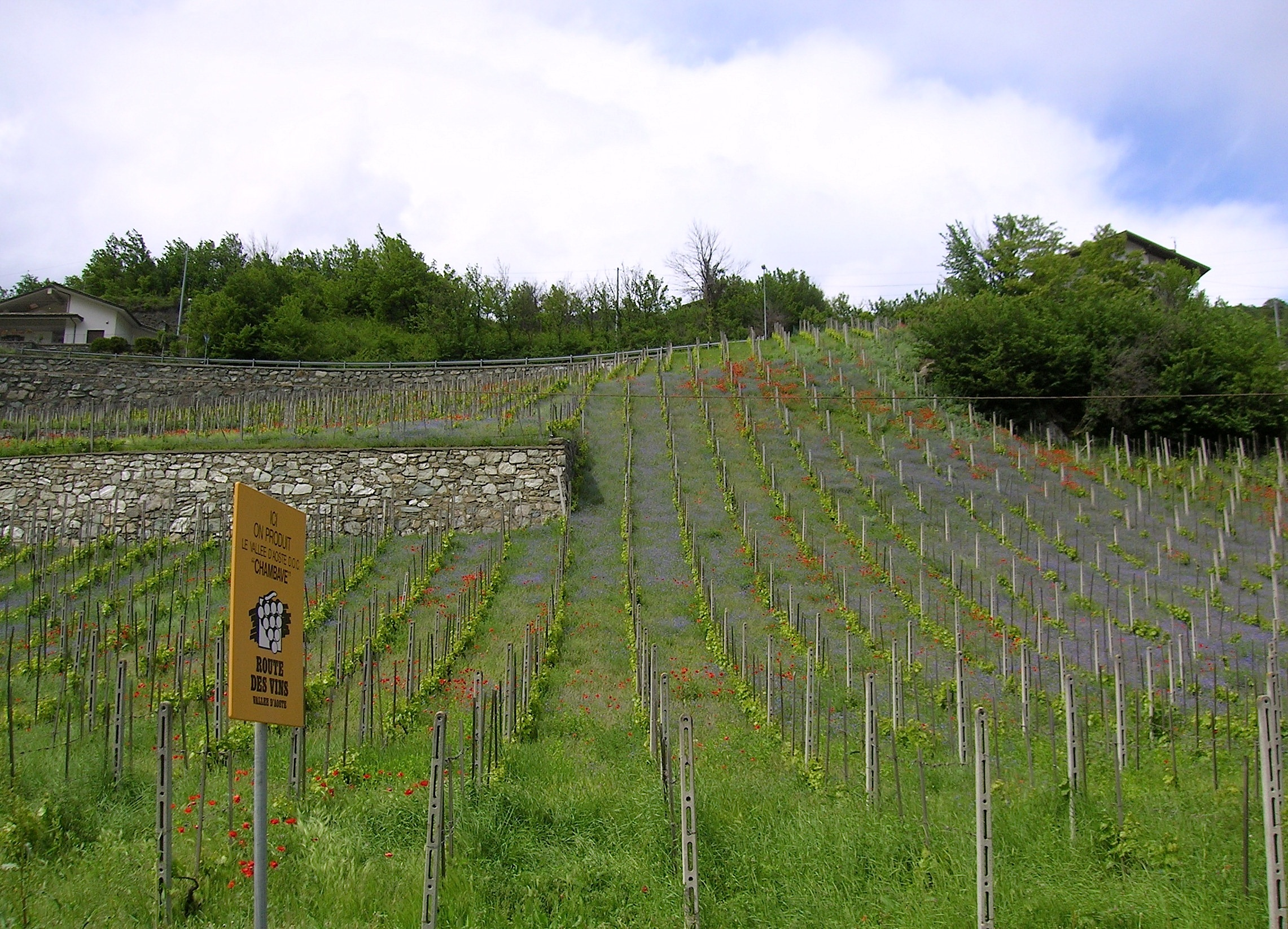
كرم العنب في شامباف في الربيع

ينتج المزارعون في شامباف العديد من أنواع النبيذ الإيطالي بموجب ترخيص وادي أوستا بما في ذلك النبيذ الأحمر والنبيذ الحلو مسقط ونبيذ القش. 
- شامباف روج - يجب أن يحتوي على ما لا يقل عن 60٪ من بيتي روج مع دولتشيتو وجاماي وبينوت نوير التي تشكل بقية المزيج. بالإضافة إلى متطلبات DOC في وادي أوستي ، يجب حصاد العنب المخصص لشامبافي روج إلى أقصى إنتاج محدود يبلغ 10 أطنان / هكتار ويجب تخميره إلى حد أدنى 11٪ كحول مع ستة أشهر من النضج في براميل خشبية (عادة ما تكون من خشب البلوط ).
- مسقط دي شامباف - نبيذ أبيض حلو مصنوع من عنب مسقط دي شامباف. يتم حصادها إلى أقصى إنتاج يبلغ 10 أطنان / هكتار ويتم تخميرها إلى مستوى أدنى من الكحول بنسبة 11٪ مع ثلاثة أشهر من التعتيق في الخشب.
- نبيذ مسقط دي شامباف فليتري - نبيذ قش يتم إنتاجه من عنب مسقط دي شامباف الذي تم تركه ليجف إلى زبيب ثم تخميره إلى مستوى كحول أدنى يبلغ 16.5٪ مع عامين من الشيخوخة في الخشب.

## المدن التوأم – المدن الشقيقة
تشترك شامباف مع:
- سان لوران دي مور, فرنسا

## وصلات خارجية
الموقع الرسمي